# Estinghausen (Sundern)
Estinghausen ist ein Dorf auf dem Gebiet der heutigen Stadt Sundern (Sauerland).
Der Ort wurde 1285 erstmals urkundlich erwähnt. Im hohen Mittelalter gab es dort drei Höfe. Diese wurden 1444 von Gordert von Beringhausen an das Kloster Oelinghausen verkauft. Ein von einem der drei Höfe abgeteilter weiterer Hof blieb zehntfrei. Der Ort gehörte zum Kirchspiel Enkhausen. 
Während des 19. und 20. Jahrhunderts gehörte Estinghausen als eigenständige Gemeinde zum Amt Hüsten. Der Ort war noch in den ersten Jahren der Bundesrepublik Deutschland eine der kleinsten selbständigen Gemeinden. Die Anzahl der Wahlberechtigten schwankte zwischen 14 und 24. Seit der kommunalen Neugliederung, die am 1. Januar 1975 in Kraft trat, ist Estinghausen ein Teil der Stadt Sundern und ein Nebenort von Enkhausen. 